# Comtat de Hampshire (Virgínia Occidental)
|  | Per a altres significats, vegeu «Comtat de Hampshire». |

Hampshire és un comtat a l'estat de Virgínia Occidental (EUA) amb 23.093 habitants en el cens del 2020. La seva seu de comtat és Romney, la ciutat més antiga de Virgínia Occidental (1762). El comtat fou creat per l'Assemblea General de Virgínia el 1754, a partir de parts dels comtats de Frederick i Augusta (Virgínia), i és el comtat més antic de l'estat. El comtat es troba a la regió de Potomac Highlands de Virgínia Occidental. El comtat de Hampshire forma part de l' àrea estadística metropolitana de Winchester, Virgínia -Virgínia Occidental.

## Història
Tot i que la seva creació fou autoritzada el 1754, el comtat de Hampshire no es va organitzar realment fins al 1757 perquè la zona no es considerava segura a causa de l'esclat de la Guerra franco-índia (1754–63). Originalment Hampshire es formà a partir de seccions dels comtats de Frederick i Augusta. El 1785 se n'escindí del comtat de Hardy.

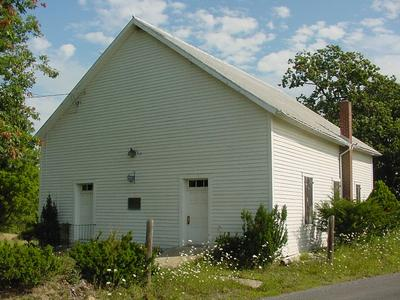
Església Mount Bethel a Three Churches, Virgínia Occidental.

El 1863 els comtats de Virgínia Occidental es van dividir en civil townships, amb la intenció de fomentar el govern local. Això va resultar poc pràctic en l'estat, que era densament rural, i el 1872 els municipis es van convertir en magisterial districts.Entre 1866, quan el comtat de Mineral es va formar a partir del sector occidental del comtat de Hampshire, i 1871, quan part del sud del comtat de Mineral retornà a Hampshire, el comtat es va dividir en sis townships: Bloomery, Capon,  Gore, Romney, Sherman i Springfield. Aquests es van convertir en magisterial districts el 1872, i un setè districte, Mill Creek, es va formar en part a partir dels terrenys que havien estat al comtat de Mineral del 1866 al 1871.

## Geografia

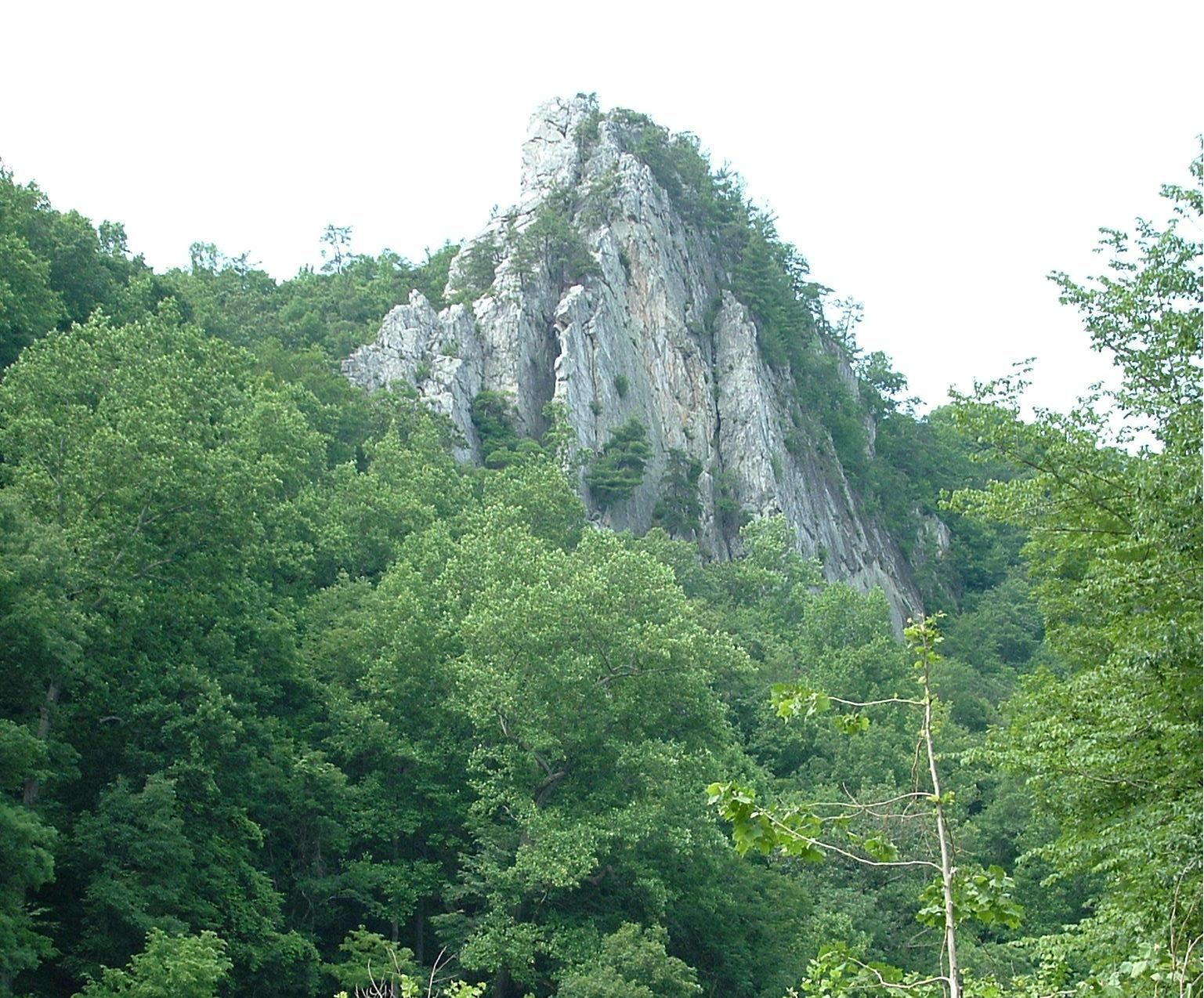
Caudy's Castle

Segons l'Oficina del Cens el comtat té una superfície total de 645 milles quadrades (1,670 km2)  de les quals 640 milles quadrades (1,700 km2)  son terra ferma i 4.4 milles quadrades (11 km2)  (0,7%) son cobertes per les aigües. A nivell hidrogràfic el comtat està drenat per la conca hidrogràfica sud del riu Potomac.

### Comtats adjacents
- Comtat d'Allegany, Maryland (nord)
- Comtat de Morgan (nord-est)
- Comtat de Frederick, Virgínia (est)

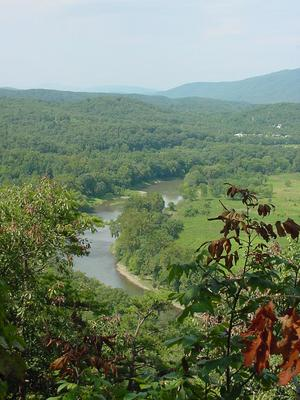
Riu Potomac de la branca sud, a prop de l'estació de la branca sud

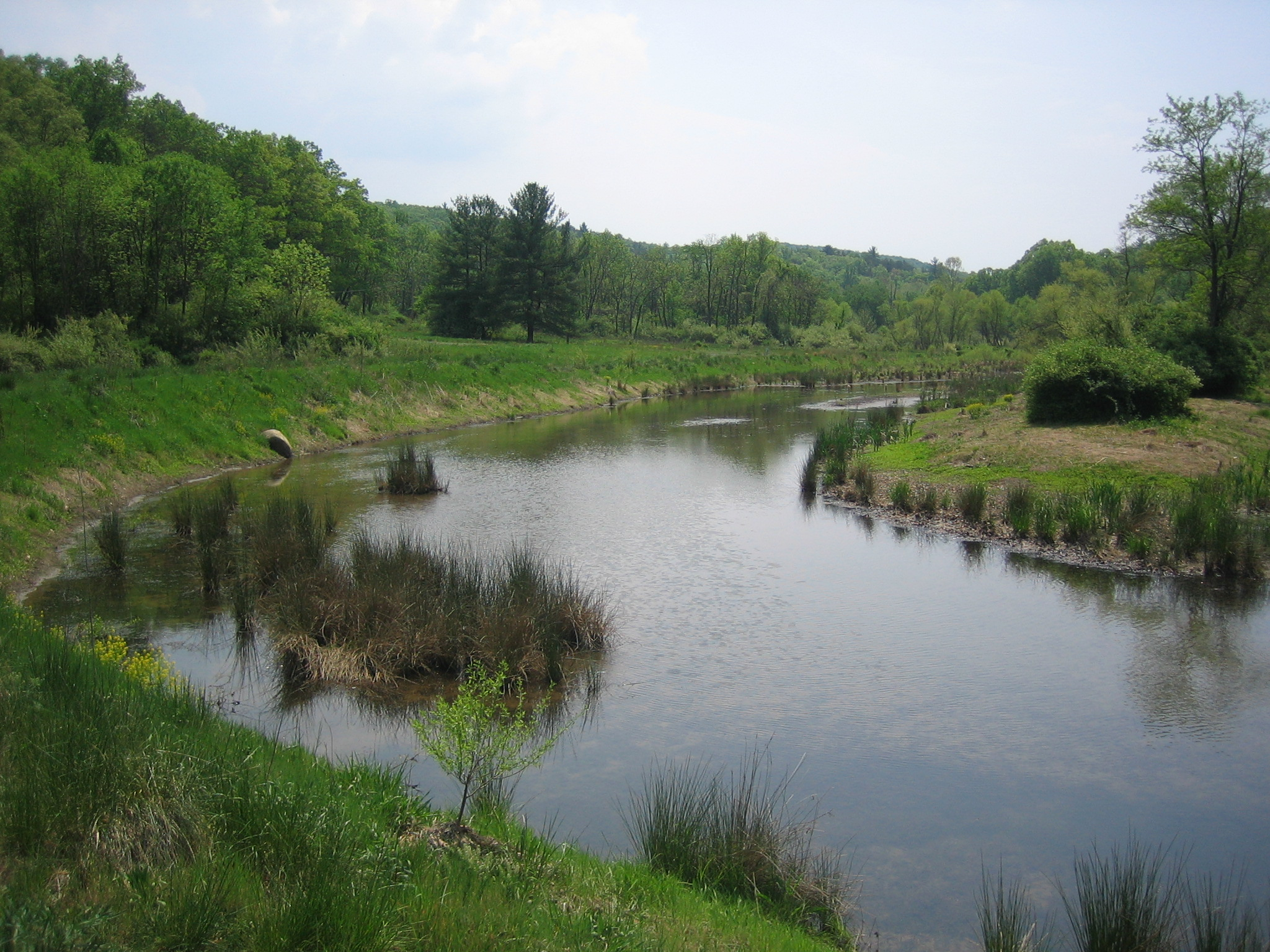
Edwards Run a l'àrea de gestió de vida silvestre d'Edwards Run, prop de Cold Stream.

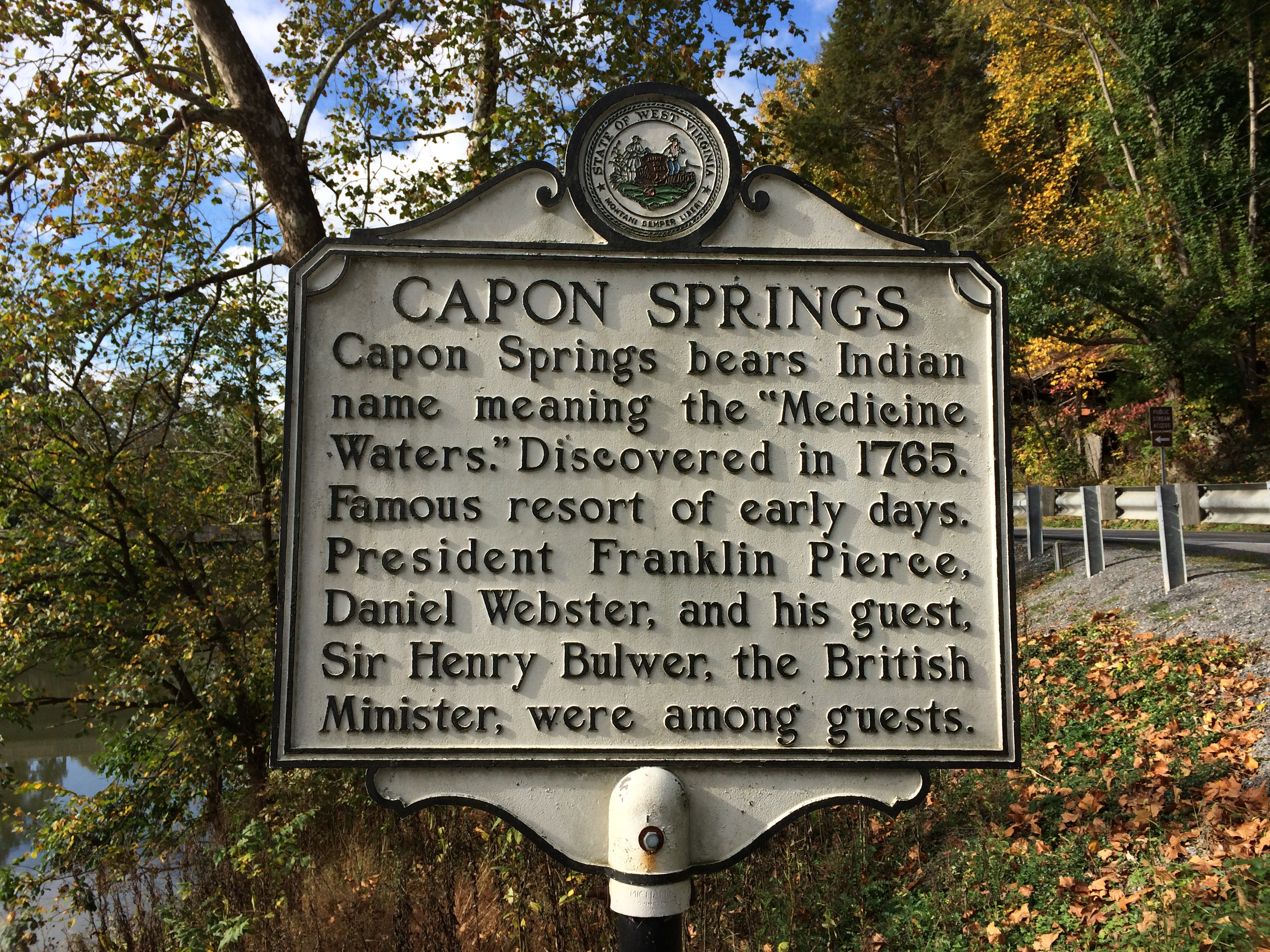
Capon Springs

- Comtat de Hardy (sud)
- Comtat de Mineral (oest)

### Entitats de població
Ciutat
- Romney

Town
- Capon Bridge

Magisterial districts
- Bloomery
- Capon
- Gore
- Mill Creek
- Romney
- Sherman
- Springfield

Llocs designats pel cens
- Green Spring
- Springfield

Comunitats no incorporades
- Augusta
- Barnes Mill
- Bloomery
- Blues Beach
- Bubbling Spring
- Capon Lake
- Capon Springs
- Capon Springs Station
- Cold Stream
- Concord
- Creekvale
- Davis Ford
- Delray
- Dillons Run
- Donaldson
- Forks of Cacapon
- Frenchburg
- Glebe
- Good
- Grace
- Hainesville
- Hanging Rock
- Higginsville
- High View
- Hooks Mills
- Hoy
- Intermont
- Jericho
- Junction
- Kirby
- Largent
- Lehew
- Levels
- Little Cacapon
- Loom
- Mechanicsburg
- Millbrook
- Millen
- Milleson
- Neals Run
- Nero
- North River Mills
- Okonoko
- Pancake
- Pin Oak
- Pleasant Dale
- Points
- Purgitsville
- Rada
- Raven Rocks
- Ridgedale
- Rio
- Ruckman
- Sector
- Sedan
- Shanks
- Shiloh
- Slanesville
- South Branch Depot
- Three Churches
- Valley
- Vance
- Vanderlip
- Wappocomo
- Woodrow
- Yellow Spring

## Demografia

### Cens del 2020
En el cens del 2020 al comtat de Hampshire hi havia 23.093 persones, 9.912 llars i 12.416 habitatges. El perfil racial del comtat, d'acord als criteris de raça i etnicitat del cens dels Estats Units era d'un 94,3% de blancs, un 0,8% d'afroamericans, un 0,3% d'asiàtics, un 0,2% de nadius americans, un 0,7% d'altres races i un 3,8% de dues o més races. Els hispans o llatins de qualsevol raça representaven l'1,5% de la població.
Dels 9.912 habitatges, el 51,5% eren ocupats per parelles casades vivent plegades, el 21,5% tenien una dona cap de família sense cònjuge present i el 20,8% tenien un home cap de família sense cònjuge present. La mida mitjana de les llars i famílies era de 3,57 persones. L'edat mediana del comtat era de 47,3 anys, amb un 20,2% de la població menor de 18 anys. La renda mediana per llar era de 50.890 dòlars i la taxa de pobresa era del 17,9%.

### Cens del 2010
En el cens del 2010 al comtat hi havia 23.964 persones, 9.595 llars i 6.606 famílies resultant una densitat de població de 37.4 habitants per milla quadrada (14.4/km2).  Hi havia 13.688 habitatges amb una densitat mitjana de 21.4 per milles quadrades (8.3/km2). El perfil racial del comtat era d'un 97,2% de blancs, un 1,0% de negres o afroamericans, un 0,2% d'asiàtics, un 0,2% d'amerindis, un 0,1% d'illencs del Pacífic, un 0,2% d'altres races i un 1,1% de dues o més races. Els d'origen hispà o llatí constituïen l'1,0% de la població. Pel que fa a l'ascendència, el 29,0% eren alemanys, el 12,9% eren nord-americans, l'11,9% eren irlandesos i el 8,0% eren anglesos.
Dels 9.595 habitatges, en el 29,9% hi vivien menors de 18 anys, el 54,3% eren parelles casades que vivint juntes, el 9,1% tenien una dona cap de família sense marit present, el 31,2% no eren famílies i el 25,8% de totes les llars eren ocupades per una sola persona. La mida mitjana de les llars era de 2,44 persones ascendint a 2,91 en el cas d'habitatges ocupats per famílies. L'edat mediana era de 42,6 anys.
La renda mediana per habitatge al comtat era de 31.792 dòlars i la renda mediana per família era de 45.447 dòlars. Els homes tenien una renda mediana de 36.828 dòlars enfront dels 25.347 dòlars de les dones. La renda per càpita del comtat era de 17.752 dòlars. Un 11,0% de les famílies i el 16,4% de la població estaven per sota del llindar de pobresa, entre aquests un 20,1% de menors de 18 anys i el 18,2% de majors de 65 anys.

### Cens del 2000
En el cens de l'any 2000 al comtat hi havia 20.203 persones, 7.955 llars i 5.640 famílies, resultant una densitat de població de 32 habitants per milla quadrada (12/km2), Hi havia 11.185 habitatges amb una densitat mitjana de 6,6 habitatges/km² (17 hab. per milla quadrada). El perfil  racial del comtat era: un 98,04% de blancs, un 0,83% de negres o d'afroamericans, un 0,24% nadius americans, un 0,16% asiàtics, 0,02% d'illencs del Pacífic, un 0,12% d'altres races i un 0,59% de dues o més races. El 0,55% de la població era hispana o llatina de qualsevol raça.
Hi havia 7.955 llars, de les quals en el 31,30% hi vivien menors de 18 anys, el 56,70% eren parelles casades que vivien juntes, el 9,50% tenien una dona cap de família sense marit present i el 29,10% no eren famílies. El 24,60% de totes les llars estaven formades per individus, i d'aquestes el 10,60% tenien algú que vivia sol i que tenia 65 anys o més. La mida mitjana de les llars era de 2,49 i la mida mitjana de les famílies era de 2,94.
Al comtat la població es repartia en les següents classes etàries: un 25,10% menors de 18 anys, un 7,10% de 18 a 24 anys, un 27,60% de 25 a 44 anys, un 25,60% de 45 a 64 anys i un 14,60% majors de 65 anys. L'edat mediana era de 38 anys. Per cada 100 dones, hi havia 99,70 homes. Per cada 100 dones de 18 anys o més, hi havia 97,30 homes.
La renda mediana per llar al comtat era de 31.666 dòlars, i la renda mediana per família era de 37.616 dòlars. Els homes tenien una renda mitjana de 28.884 dòlars enfront dels 19.945 dòlars de la de les dones. La renda per capita del comtat era de 14.851 dòlars. Un 12,90% de les famílies i el 16,30% de la població estaven per sota del llindar de pobresa, entre aquests el 22,70% dels menors de 18 anys i el 13,10% dels majors de 65 anys.

## Política
Durant la Convenció de Secessió de Virgínia, el comtat de Hampshire votà contra la secessió, però gran part d'aquest vot va ser dins del que ara forma part del comtat de Mineral, fortament unionista i republicà, del qual se'n separà després de la guerra. Després de la separació de Mineral, que no havia de donar una majoria demòcrata abans del 1936 ni després del 1976, el comtat de Hampshire es va convertir en un candidat sòlidament demòcrata, sense votar cap candidat republicà entre el 1868 i el 1952 ambdós inclosos. Tanmateix, des del 1968 el comtat de Hampshire no ha votat cap candidat presidencial demòcrata llevat de Jimmy Carter el 1976, i des del 2000 ha patit les mateixes disminucions dràstiques en el suport demòcrata que la resta de la socialment conservadora Virgínia Occidental. El 2016Donald Trump va guanyar el comtat per un marge aclaparador el 2016, el 2020 i el 2024.

## Persones notables
- Mary Ann Shaffer, escriptora